# Russian Airplay Chart
Russian Airplay Chart es la única lista oficial de Rusia. La lista es compilada por la empresa distribuidora "Tophit.ru", que distribuye las canciones nuevas, y es utilizado por más de 400 estaciones de radio de Rusia, los miembros de la lista son: La CEI, Los Países bálticos. "Tophit.ru" también recopila las listas en el Moscow Airplay Chart, Kiev Airplay Chart, San Petersburgo Airplay y algunas cartas especiales.